# مسجد چادک
مسجد چادک مربوط به دوره متاخر اسلامی افشار و دوره زند است و در شهرستان اردکان، بخش عقدا، دهستان هفتادر، روستای هفتادر، محله سفلی واقع شده و این اثر در تاریخ ۱۵ دی ۱۳۸۷ با شمارهٔ ثبت ۲۴۳۴۵ به‌عنوان یکی از آثار ملی ایران به ثبت رسیده است.